# Nicole Bricq
Nicole Bricq, nascuda com a Nicole Vayssière, (La Rochefoucauld, 10 de juny de 1947 - Poitiers, 6 d'agost de 2017) fou una política francesa, militant del Partit Socialista. Va ser diputada a l'Assemblea Nacional francesa pel departament de Sena i Marne del 12 de juny del 1997 al 16 de juny del 2002. Del 16 de maig al 18 de juny de 2012 ocupa el càrrec de ministra d'Ecologia, Desenvolupament sostenible i Energia en el govern Jean-Marc Ayrault. Va morir el 2017 després de patir una caiguda accidental.